# Henry Lewis Wickham
Pour les articles homonymes, voir Henry Wickham.
Henry Lewis Wickham, né le 19 mai 1789 à Binsted et mort le 27 octobre 1864 à Mayfair, est un Receiver general de Gibraltar, président des commissions des timbres et des impôts (1838–1848) et secrétaire particulier principal de Lord Althorp lorsque celui-ci est chancelier de l'Échiquier.

## Biographie
Fils unique du maître espion, William Wickham, il étudie à la Westminster School et à Christ Church, à Oxford. Il est admis au barreau en 1817, après avoir travaillé à Lincoln's Inn. Avec son cousin, John Antony Cramer, il publie une Dissertation sur le passage d'Hannibal par les Alpes (A Dissertation on the Passage of Hannibal over the Alps) en 1820.
Il épouse Lucy, la plus jeune fille de William Markham, de Becca Hall, dans le Yorkshire. Leur fils aîné, William, sera député de Petersfield. William Herries est son petit-fils. Wickham était le cinquième descendant de l'évêque William Wickham, évêque de Winchester et évêque de Lincoln.